# Johannes V. Krug

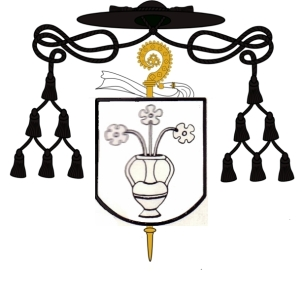
Das Wappen des Abtes Johannes V. Krug

Johannes V. Krug (* 1555 oder 1556 in Mellrichstadt; † 20. März 1613 in Münsterschwarzach) war von 1598 bis 1613 Abt des Benediktinerklosters in Münsterschwarzach.

## Münsterschwarzach vor Krug
Das zentrale Ereignis des 16. Jahrhunderts war die einsetzende Reformation. Sie entzweite insbesondere in Franken die kleinen Fürstentümer zusätzlich. Nun hatte die katholische Abtei mit ihren protestantischen Nachbarn zu leben. Gleichzeitig begann auch eine große Bauernerhebung, die 1525 im Deutschen Bauernkrieg mündete. In diesem Konflikt wurde das Kloster von Stadtschwarzacher Bürgern verwüstet und das Archiv zerstört.
Die Äbte von Münsterschwarzach begannen daraufhin sofort mit dem Wiederaufbau der Gebäude. 1540 konnte Einweihung gefeiert werden. Es folgten weitere Zerstörungen und eine zunehmende Veruntreuung des Klosterbesitzes durch den Abt Leonhard Gnetzamer. Nach dessen Absetzung bemühten sich die Äbte Wolfgang Zobel und vor allem Krugs Vorgänger Abt Johannes Burckhardt um klösterliche Disziplin und darum, die Abtei zu entschulden.

## Leben

### Frühe Jahre
Johannes V. Krug wurde im Jahr 1555 oder 1556 im unterfränkischen Mellrichstadt geboren. Über seine Eltern ist kaum etwas bekannt, lediglich der Beruf des Vaters wird in den Quellen erwähnt: Er war Leineweber. Ebenso liegt die frühe schulische Ausbildung des jungen Johannes im Dunkeln. Er wird erstmals mit seinem Eintritt in Münsterschwarzach 1573 fassbar. Sein Gelübde legte er ein Jahr später, 1574, ab. Danach verließ er das Kloster für eineinhalb Jahre, um ein theologisches Studium aufzunehmen.
Der Studienort, wohl ein Jesuitenkolleg, wird nicht weit vom Kloster entfernt gewesen sein, denn Krug erlangte neben seinem Studium am 18. Dezember 1574 die Niederen Weihen. Subdiakon wurde er am 22. September 1576, bevor Krug am 21. Dezember 1577 die Diakonswürde erhielt. Schließlich empfing Johannes Krug am 24. September 1580 die Priesterweihe. Inzwischen hatte er bereits direkt nach seinem Studium das Amt des Novizenmeisters innegehabt.
Nun begann sein Aufstieg innerhalb der klösterlichen Ämter. Im Jahr 1588 ist er als Subprior überliefert und kam durch dieses Amt erstmals mit der Klosterverwaltung in Berührung. Daraufhin übte Krug die Aufgaben eines Cellerars aus, allerdings ist hierfür kein bestimmtes Jahr genannt. Gesichert ist Johannes Krug im Jahr 1598 hingegen als Prior. Als zu Jahresanfang 1598 Abt Johannes IV. Burckhardt verstarb, machte dies eine Wahl nötig.

### Als Abt
Sie fand am 20. April 1598 statt und brachte Johannes Krug als neuen Klostervorsteher hervor. Er hatte sich wegen der häufigen Abwesenheit seines Vorgängers als Burckhardts Stellvertreter für dieses Amt empfohlen. Insgesamt 17 Wähler entschieden sich für den neuen Abt, sie wurden von mehreren fürstbischöflichen Zeugen unterstützt. Darunter waren der Generalvikar Georg Schweickard, der Fiskal Urban Renninsfeld und der Abt des Klosters Theres, Georg. 
Der neue Abt empfing am 19. Mai 1598 seine Konfirmation durch den Würzburger Fürstbischof Julius Echter von Mespelbrunn. Seine Benediktion erfolgte am Tag der heiligen Juliana, dem 16. Februar 1599, durch den Bamberger Weihbischof Johann Ertlin. Krug profitierte von der Entschuldungspolitik seines Vorgängers. Deshalb begann er bald nach seinem Amtsantritt mit dem Bau einer neuen Abtswohnung, die drei Wohnzimmer aufwies. Daneben nahm man den Neubau der Pfarrkirche in Schwarzenau in Angriff.
Innerhalb des Klosters förderte Krug den Ausbau der Klosterbibliothek. Gleichzeitig erneuerte er die Pfarrseelsorge in den Abteidörfern und verstärkte die Judenverfolgung in seinem Machtbereich, die bereits sein Vorgänger praktiziert hatte. So ließ er im Jahr 1603 die Nordheimer jüdischen Glaubens des Dorfes verweisen und entfachte den sogenannten Sommeracher Judenstreit. Noch im gleichen Jahr erließ er eine neue Fahrordnung für die Mainfähre des Klosterdorfs. Johannes Krug starb am 20. März 1613 gegen Mittag und wurde am 24. März in der Klosterkirche unterhalb des Dreikönigsaltars beigesetzt.

## Wappen
Der Abt Johannes Krug besaß als einer der ersten Münsterschwarzacher Äbte ein persönliches Wappen. Es wurde auf einem Exlibris aus dem Jahr 1600 erstmals überliefert. Beschreibung: Ein Krug mit zwei Henkeln, aus dem drei Rosen wachsen. Die Tingierung des Wappens ist nicht bekannt. Daneben existiert das Wappen auf einem Siegel von 1602. Durch die Erneuerung des Sommeracher Zehnthofs, die durch diesen Abt vorgenommen wurde, brachte man das Wappen auch als Schlussstein der Kapelle an.